# 胡振奇
胡振奇（？—？），號念鞠，山東萊州府潍县人，明朝政治人物。

## 生平
崇祯九年（1636年）丙子科山東鄉試第二十二名舉人，崇禎十年（1637年），登丁丑科會試第一百九十三名，廷試二甲五十三名进士。礼部观政，十二年授南京户部江西司主事，十七年補兵部职方司主事。

## 家族
曾祖胡修巳，山西清源训导；祖胡献琛；父胡云鹏，庠生。